# 谷嵐久
谷嵐 久（たにあらし ひさし、1952年4月16日 - 2010年10月19日）は、大分県中津市出身（出生地は福岡県北九州市）で時津風部屋に所属した大相撲力士。本名は山口 久（やまぐち ひさし）。現役時代の体格は181cm、128kg。最高位は西前頭4枚目（1979年3月場所）。得意手は突き、押し、寄り。
次男は元プロ野球選手の山口俊。

## 来歴・人物
大分県立中津工業高校に入学してから相撲を始め、3年生の時には全国大会に出場し上位入賞するなど活躍した。高校卒業直前に、知人の紹介で時津風部屋へ入門。1971年1月場所で初土俵を踏んだ。当初の四股名は、本名と同一の「山口」。
序ノ口に付いた翌3月場所で7勝0敗と好成績を残して序ノ口優勝を果たすなど、入門直後から周囲の期待が高かった。幕下までは順調に番付を上げていったものの、幕下上位で長く苦労し、十両に昇進したのは初土俵からおよそ6年4ヵ月後の1977年5月場所でのことだった。その間、四股名を同部屋の先輩・北葉山に因んだ「若北葉」に改めていたことがある（しばらくしてから、元の「山口」へ再改名）。
十両では常に好成績を残し、1978年5月場所で新入幕を果たした。これを機に「山口」から、郷里の大先輩である谷嵐市蔵に肖った「谷嵐」へ改名した。
立合い突っ張ってから、右四つないしもろ差しで強引に寄り切るといった取り口で将来を嘱望されたが、押し相撲とも四つ相撲とも言えぬ相撲であったためなかなか幕内で勝ち越すことができなかった。
3度目の入幕を果たした1979年1月場所では、初日から7連勝で最終的に10勝5敗と幕内通算3場所目にして初めての勝ち越しを決めた。しかし、結果的に幕内での勝ち越しは、この1場所のみで終わることとなる。自己最高位の西前頭4枚目で迎えた翌3月場所では、13日目を終わって7勝6敗と白星先行していたもののそこから連敗し、7勝8敗と惜しくも勝ち越しを逸した。翌場所は、7勝7敗の五分で千秋楽を迎えるも、敗れて7勝8敗と負け越し。
それ以降は怪我もあって低迷し、同年9月場所を最後に、2度と幕内へ返り咲くことはなかった。
以後は十両においても一度も勝ち越せず、1980年3月場所後、幕下へ陥落。そして同場所限りで、「谷嵐」の四股名も返上して本名の「山口」に戻した。
その後は、1981年9月場所の1場所のみ十両に復帰したが、本来の相撲は全く取ることができずに以降はずっと幕下に留まった。
1982年11月場所後、ご当地の九州場所で4勝3敗と勝ち越したのを契機に30歳で廃業。断髪式は、元小結・双津竜（引退後、年寄・錦島を襲名）、元前頭・牧本（同じ九州および高校相撲出身）と、同じ1982年11月場所限りで現役を退いた兄弟子との合同で行った。
廃業後は故郷へ戻り、相撲茶屋「谷嵐（なりや）」を経営していた。因みに次男は、谷嵐が力士であった縁からかプロ野球引退後にちゃんこ屋経営の道を歩んでいる。
2010年10月19日午前10時40分、肝臓癌のため大分市内の病院で逝去。58歳没。

## 主な戦績
- 現役在位：71場所
- 通算成績：345勝292敗12休 勝率.542
- 幕内在位：7場所[2]
- 幕内成績：46勝59敗 勝率.438
- 各段優勝
  - 十両優勝：1回（1978年11月場所）
  - 幕下優勝：2回（1977年3月場所・1982年3月場所）
  - 序ノ口優勝：1回（1971年3月場所）

### 場所別成績
| | 一月場所 初場所（東京） | 三月場所 春場所（大阪） | 五月場所 夏場所（東京） | 七月場所 名古屋場所（愛知） | 九月場所 秋場所（東京） | 十一月場所 九州場所（福岡） |
| --- | ----------------------- | ----------------------- | ----------------------- | --------------------------- | ----------------------- | --------------------------- |
| 1971年 （昭和46年） | （前相撲）              | 東序ノ口筆頭 優勝 7–0   | 東序二段8枚目 4–3       | 東三段目77枚目 6–1          | 西三段目39枚目 6–1      | 東幕下58枚目 4–3            |
| 1972年 （昭和47年） | 東幕下49枚目 4–3        | 東幕下43枚目 4–3        | 東幕下37枚目 3–4        | 西幕下43枚目 5–2            | 東幕下27枚目 2–5        | 東幕下44枚目 2–5            |
| 1973年 （昭和48年） | 西三段目6枚目 4–3       | 東幕下56枚目 6–1        | 西幕下25枚目 4–3        | 西幕下20枚目 4–3            | 東幕下15枚目 4–3        | 西幕下13枚目 4–3            |
| 1974年 （昭和49年） | 東幕下10枚目 3–4        | 西幕下14枚目 6–1        | 東幕下3枚目 1–1–5       | 西幕下22枚目 休場 0–0–7     | 西三段目2枚目 5–2       | 東幕下42枚目 5–2            |
| 1975年 （昭和50年） | 西幕下25枚目 3–4        | 東幕下31枚目 4–3        | 東幕下22枚目 5–2        | 西幕下13枚目 4–3            | 西幕下9枚目 2–5         | 西幕下23枚目 5–2            |
| 1976年 （昭和51年） | 東幕下13枚目 4–3        | 東幕下11枚目 3–4        | 東幕下18枚目 5–2        | 東幕下9枚目 4–3             | 西幕下6枚目 2–5         | 西幕下22枚目 5–2            |
| 1977年 （昭和52年） | 西幕下12枚目 5–2        | 西幕下3枚目 優勝 7–0    | 西十両8枚目 8–7         | 西十両6枚目 8–7             | 東十両3枚目 5–10        | 東十両11枚目 8–7            |
| 1978年 （昭和53年） | 東十両9枚目 10–5        | 西十両筆頭 9–6          | 西前頭12枚目 6–9        | 東十両4枚目 10–5            | 西前頭13枚目 5–10       | 東十両7枚目 優勝 13–2       |
| 1979年 （昭和54年） | 東前頭12枚目 10–5       | 西前頭4枚目 7–8         | 西前頭5枚目 7–8         | 西前頭6枚目 6–9             | 西前頭11枚目 5–10       | 西十両3枚目 6–9             |
| 1980年 （昭和55年） | 西十両6枚目 6–9         | 西十両10枚目 1–14       | 西幕下11枚目 2–5        | 西幕下30枚目 4–3            | 西幕下20枚目 4–3        | 西幕下14枚目 2–5            |
| 1981年 （昭和56年） | 東幕下32枚目 4–3        | 東幕下26枚目 6–1        | 西幕下8枚目 6–1         | 西幕下筆頭 5–2              | 東十両13枚目 5–10       | 西幕下7枚目 2–5             |
| 1982年 （昭和57年） | 西幕下24枚目 3–4        | 西幕下34枚目 優勝 6–1   | 西幕下9枚目 4–3         | 東幕下7枚目 4–3             | 西幕下4枚目 3–4         | 東幕下11枚目 引退 4–3–0     |
| 各欄の数字は、「勝ち-負け-休場」を示す。 優勝 引退 休場 十両 幕下 三賞：敢=敢闘賞、殊=殊勲賞、技=技能賞 その他：★=金星 番付階級：幕内 - 十両 - 幕下 - 三段目 - 序二段 - 序ノ口 幕内序列：横綱 - 大関 - 関脇 - 小結 - 前頭（「#数字」は各位内の序列） |                         |                         |                         |                             |                         |                             |

### 幕内対戦成績
| 力士名 | 勝数 | 負数 | 力士名   | 勝数 | 負数 | 力士名    | 勝数 | 負数 | 力士名      | 勝数 | 負数 |
| ------ | ---- | ---- | -------- | ---- | ---- | --------- | ---- | ---- | ----------- | ---- | ---- |
| 青葉城 | 3    | 2    | 青葉山   | 2    | 2    | 朝汐(4代) | 1    | 1    | 旭國        | 0    | 1    |
| 荒勢   | 1    | 1    | 巨砲     | 1    | 0    | 魁輝      | 2    | 3    | 魁傑        | 1    | 0    |
| 影虎   | 1    | 0    | 北瀬海   | 1    | 0    | 北の湖    | 0    | 1    | 麒麟児      | 0    | 3    |
| 黒瀬川 | 1    | 3    | 黒姫山   | 1    | 3    | 琴風      | 1(1) | 0    | 琴乃富士    | 1    | 0    |
| 琴若   | 2    | 1    | 蔵玉錦   | 0    | 4    | 大觥      | 0    | 1    | 隆の里      | 2    | 2    |
| 高見山 | 1    | 1    | 玉輝山   | 1    | 3    | 玉ノ富士  | 2    | 1    | 千代の富士  | 1    | 4    |
| 照の山 | 3    | 0    | 出羽の花 | 3    | 2    | 栃赤城    | 0    | 3    | 栃光        | 1    | 3    |
| 播竜山 | 1    | 0    | 富士櫻   | 1    | 0    | 鳳凰      | 0    | 1    | 増位山      | 0    | 2    |
| 舛田山 | 3    | 2    | 三杉磯   | 2    | 0    | 満山      | 1    | 0    | 若乃花(2代) | 0    | 1    |
| 輪島   | 0    | 1    | 鷲羽山   | 1    | 2    |           |      |      |             |      |      |

## 改名歴
- 山口 久（やまぐち ひさし）1971年3月場所-1974年11月場所
- 若北葉 久（わかきたば -）1975年1月場所-1976年9月場所
- 山口 久（やまぐち -）1976年11月場所-1978年3月場所
- 谷嵐 久（たにあらし -）1978年5月場所-1980年3月場所
- 山口 久（やまぐち -）1980年5月場所-1982年11月場所